# Hovedserien 1961-1962
L'edizione 1961-62 della Hovedserien vide la vittoria finale del Brann, squadra neopromossa. Curiosamente, le altre due neopromosse Steinkjer e Frigg conclusero il campionato rispettivamente al secondo e quarto posto.
Avendo deciso il girone unico come le altre importanti nazioni europee, ma volendo cogliere l'occasione per passare ad una stagione sull'anno solare adatta al clima nordico, la federazione fuse i gironi preesistenti per una stagione anomala da un anno e mezzo. La stessa federazione iscrisse il Fredrikstad alla Coppa dei Campioni dell'anno successivo in quanto al comando della classifica in agosto al momento delle iscrizioni europee.
Capocannoniere del torneo fu Rolf Birger Pedersen (Brann), con 26 reti.

## Classifica finale
|    | Classifica  | G  | V  | N  | P  | GF | GS | Pt |
| -- | ----------- | -- | -- | -- | -- | -- | -- | -- |
| 1  | Brann       | 30 | 21 | 4  | 5  | 94 | 44 | 46 |
| 2  | Steinkjer   | 30 | 18 | 5  | 7  | 81 | 43 | 41 |
| 3  | Fredrikstad | 30 | 18 | 5  | 7  | 80 | 45 | 41 |
| 4  | Frigg       | 30 | 15 | 10 | 5  | 59 | 43 | 40 |
| 5  | Lyn         | 30 | 16 | 5  | 9  | 86 | 66 | 37 |
| 6  | Vålerengen  | 30 | 15 | 6  | 9  | 75 | 41 | 36 |
| 7  | Viking      | 30 | 14 | 7  | 9  | 49 | 48 | 35 |
| 8  | Skeid       | 30 | 11 | 11 | 8  | 63 | 40 | 33 |
| 9  | Rosenborg   | 30 | 14 | 3  | 13 | 55 | 60 | 31 |
| 10 | Odd         | 30 | 10 | 7  | 13 | 57 | 68 | 27 |
| 11 | Eik         | 30 | 9  | 8  | 13 | 47 | 59 | 26 |
| 12 | Sandefjord  | 30 | 11 | 3  | 16 | 35 | 51 | 25 |
| 13 | Lisleby     | 30 | 8  | 3  | 19 | 42 | 74 | 19 |
| 14 | Ørn         | 30 | 7  | 3  | 20 | 45 | 91 | 17 |
| 15 | Greåker     | 30 | 4  | 8  | 18 | 35 | 75 | 16 |
| 16 | Larvik Turn | 30 | 3  | 4  | 23 | 35 | 90 | 10 |

### Verdetti
- Brann Campione di Norvegia 1961-62.
- Rosenborg, Odd, Eik, Sandefjord BK, Lisleby, Ørn, Greåker e Larvik Turn retrocesse in Landsdelsserien.
- Fredrikstad qualificato per la Coppa dei Campioni.